# Lairac de Tarn
Lairac de Tarn (francès Lairac-sur-Tarn) és un municipi del departament francès de l'Alta Garona, a la regió d'Occitània.

## Monuments

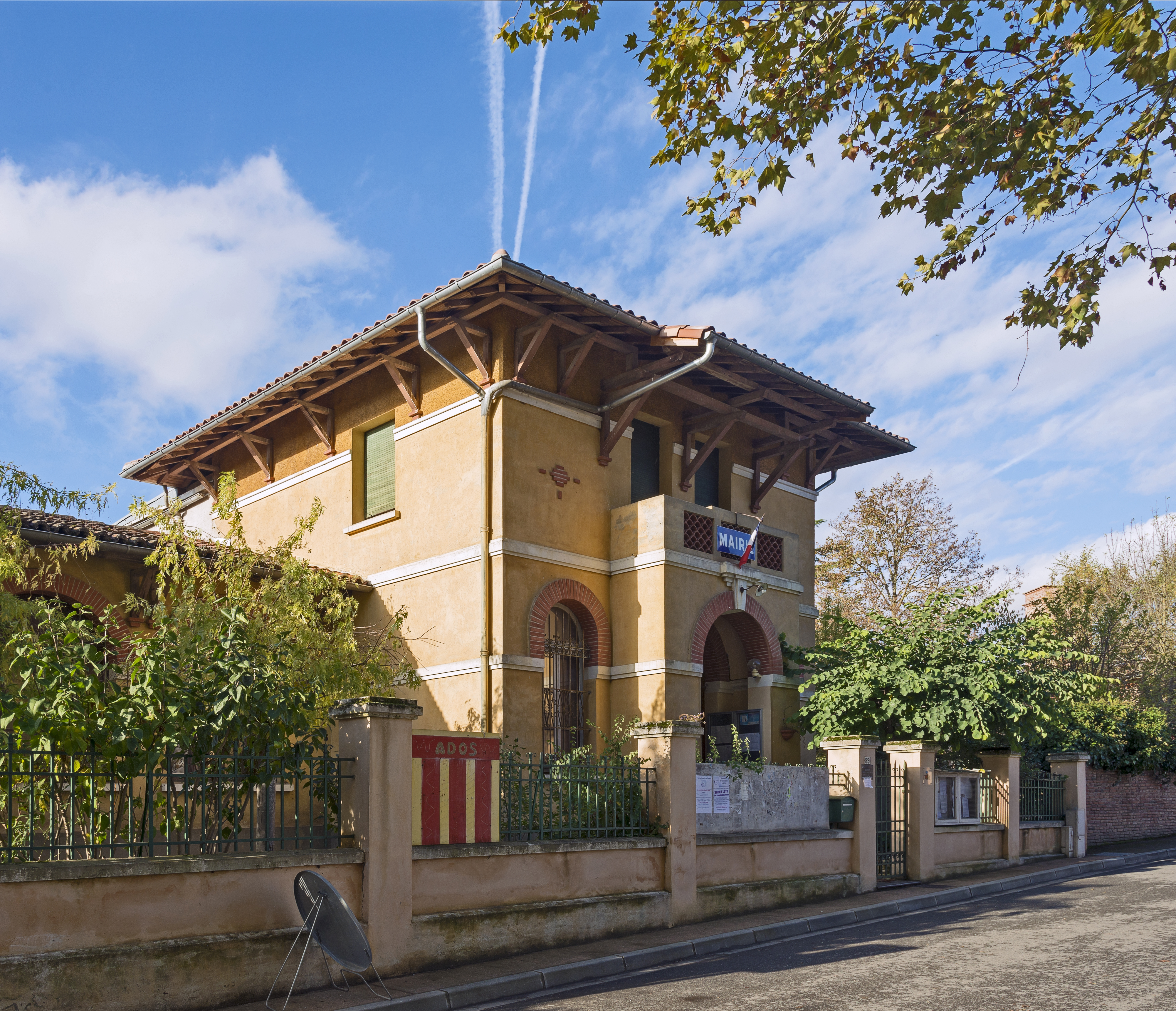
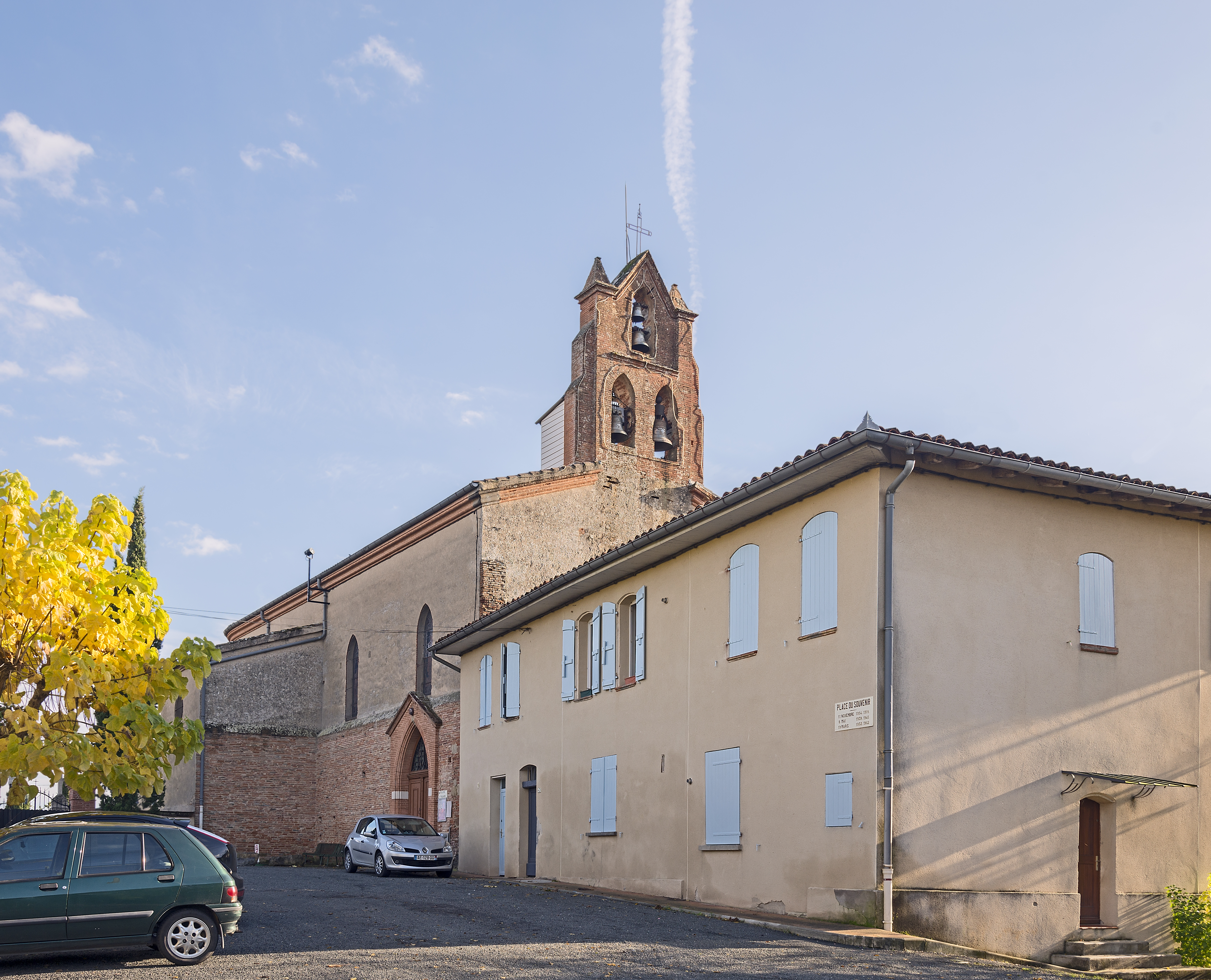